# Josh Frasier
Josh Frasier est un instructeur des Rangers du Texas dans la Ligue majeure de baseball.
 
Frasier joue au baseball comme Receveur à l'Université Northwood de Cedar Hill au Texas pendant 4 ans. En 2012, il en est à sa 14e année dans l'organisation des Rangers du Texas. Stagiaire pendant deux ans de 1999 à 2001, il devient coordonnateur à la vidéo pour les Rangers. Depuis 2005, il est le receveur de l'enclos des lanceurs de relève de l'équipe.